# Plestiodon barbouri
Plestiodon barbouri (japanisch バーバートカゲ, Bābā-Tokage) ist eine gefährdete Skinkart der Gattung Plestiodon aus der Unterfamilie Scincinae. Im englischen Sprachraum wird die Art als Barbour's blue-tailed skink („Barbours Blauschwanz-Skink“), Barbour's Skink oder Barbour's eyelid skink („Barbours Augenlid-Skink“) bezeichnet.

## Merkmale
Plestiodon barbouri hat eine Gesamtlänge von 16 bis 19 cm mit einer Kopf-Rumpf-Länge von 5 bis 7 cm. Bei Jungtieren hat der Schwanz eine leuchtend blaue Farbe, die mit zunehmendem Alter verblasst. Der Rumpf ist dunkelbraun bis schwarz. Jungtiere haben zudem dorsal und lateral insgesamt 5 leuchtend gelbe Längsstreifen. Diese bleiben bei adulten Weibchen meist erhalten, wohingegen sie bei Männchen verblassen und in die braune Grundfarbe übergehen.

## Lebensweise
Die Skinkart ernährt sich hauptsächlich von Spinnen, Ameisen und Regenwürmern. Die Weibchen legen ihre Eier vermutlich im Juli.

## Verbreitungsgebiet und Gefährdungsstatus
Die Skinkart ist auf den meisten Amami-Inseln (Amami-Ōshima, Kakeroma-jima, Yorojima, Ukejima und Tokunoshima) und Okinawa-Inseln (Okinawa-jima, Tokashiki-jima, Kume-jima und Iheya-jima) verbreitet.
Die IUCN und das Japanische Umweltministerium stufen die Art als gefährdet („Vulnerable“) ein. Eine Bedrohung sind auf den Inseln eingeführte Raubtiere wie die Mangustenart Urva auropunctata auf den beiden Hauptinseln Amami-Ōshima und Okinawa-jima. Auch wildlebende Katzen sind im Verbreitungsgebiet häufig anzutreffen.
Darüber hinaus gibt es einen zunehmenden Verlust an geeigneten Lebensräumen durch Abholzung und Jäten von Wiesen, was zu einer Austrocknung der Waldböden führt. Dies ist insbesondere auf Kume-jima, Tokashiki-jima, Okinawa-jima, Iheya-jima und Tokunoshima ein Problem.

## Systematik
Die Art wurde 1912 von dem US-amerikanischen Herpetologen John Van Denburgh als Eumeces barbouri erstbeschrieben. Die Gattung Eumeces wurde später in verschiedene Gattungen aufgeteilt, darunter Plestiodon.
Eine sympatrische Art ist P. marginatus auf Okinawa-jima und Amami-Ōshima. P. marginatus ist größer als P. barbouri und hat eine hellere Grundfarbe. Darüber hinaus verlaufen die Längsstreifen vom Rücken etwas weiter am Schwanz entlang. Die Art bevorzugt zudem eher die flacheren Küstenregionen als die höher gelegenen Wälder im Inneren der Inseln.